# Micropholcomma linnaei
Espèce
Micropholcomma linnaei est une espèce d'araignées aranéomorphes de la famille des Anapidae.

## Distribution
Cette espèce est endémique d'Australie-Occidentale. Elle se rencontre dans les parcs de Walpole-Nornalup, du mont Frankland et de Warren et près du parc national de Torndirrup.

## Description
Le mâle holotype mesure 0,80 mm et la femelle paratype 0,94 mm.

## Étymologie
Cette espèce est nommée en l'honneur de Carl von Linné.

## Publications originales
- Rix, 2008 : A new species of Micropholcomma (Araneae: Araneoidea: Micropholcommatidae) from Western Australia. Records of the Western Australian Museum, vol. 24, no 343-348 (texte intégral).